# Palatua
Palatua var en romersk gudinna.
Hennes betydelse är okänd, då den hade blivit diffus redan under den sena romerska republiken. 
Hon tillhörde de viktigaste gudarna i det antika Roms äldsta historia, eftersom hon hade en egen statlig präst eller flamen:  Flamen Palatualis. 